# 矢吹鏡石道路
矢吹鏡石道路（やぶきかがみいしどうろ）は、福島県矢吹町から同県鏡石町にかけて事業中の国道4号の現道拡幅事業である。

## 概要

### 道路諸元
- 起点 : 福島県西白河郡矢吹町北浦
- 終点 : 福島県岩瀬郡鏡石町久来石（久来石交差点）
- 全長 : 4.8 km
- 規格 : 第3種第1級
- 標準道路幅員 : 25.25 m
- 車線幅員 : 3.50m
- 車線数 : 4車線
- 設計速度 : 80 km/h

### 概説
福島県中通り地方では、県庁所在地の福島市や東北地方有数の商業都市・郡山市を経由する国道4号が南北に縦貫し、東西軸の国道49号や国道13号等と共に国道ネットワークの基盤を形成して、東北自動車道ほか高速自動車国道を補完する役割を果たしている。
このうち郡山市や栃木県と隣接する白河市の市域においては、1960年代以降にあさか野バイパスや白河拡幅といった道路改良事業が着手され、2000年代までにその多くの区間が概成を見た。これに対し両市に挟まれた県南・県中の郡域（西白河郡や岩瀬郡）では、東北自動車道がほぼ並走している事もあって国道4号の改良整備が後回しにされ、往復2車線区間が続いて交通容量オーバーによる混雑・渋滞の発生や、それに伴う交通事故の増加が課題となっていた。そこで国土交通省では、2003年度（平成15年度）より須賀川市以南の区間を鏡石拡幅として事業着手し2020年（令和2年）1月10日に一部区間が供用された。更にそれに続く区間として泉崎・矢吹事故対策事業と共に計画されたのが当該道路である。
この道路の完成によってあぶくま高原道路と一体的に福島空港へのアクセスが一層強化されるほか、車社会の性格が色濃い同地域において沿線住民の通勤・通学を円滑化し、加えてオリンパスグループはじめ医療機器各社が製造拠点を設けるなど福島県が福島県復興計画の1つとして掲げる主要施策「医療関連産業の集積」をインフラ面から後押しする効果が見込まれる。また、域内唯一の第二次救急医療機関である会田病院への患者の安定搬送にも資するなど、近隣住民の生命・安全を守る“命の道”となる事が期待されている。

## 沿革
前述の国道4号に係る諸問題は沿線地域では長年の懸案事項となっており、沿線自治体の首長を会長とする「国道4号矢吹・泉崎地区事故対策協議会」や地元商工会議所・商工会で構成される「郡山地域道路整備促進期成同盟会」は、道路の改良を国土交通大臣や同省政務官、復興大臣等に要望してきた。
こうした声を受けて国土交通省東北地方整備局では、2018年（平成30年）1月30日の社会資本整備審議会（道路分科会 東北地方小委員会）において計画段階評価を実施。審議会では「交通の円滑化」「交通安全の確保」「地域連携を支える道路ネットワークの強化」「安定した救急搬送環境をもたらす道路ネットワークの確保」を道路整備事業の主要政策目標とする事等が議論された。その上で同年7月から9月に掛けて沿線住民等を対象とした1回目のアンケートを実施し、沿線では多発する交通混雑やそれに伴う事故の多発、医療機関への緊急搬送時の支障となっている状況を課題として捉え、その解消を望む意見が大多数である事等が確認された。
この結果を基に東北地方整備局では同年12月17日開催の社会資本整備審議会で2回目となる計画段階評価を実施し、ルート帯について「全線に渡り現道を拡幅」「起点部・終点部のみ現道を拡幅し、主要渋滞個所となっている矢吹中町交差点や柿ノ内交差点など中央部分は現道の西側にバイパス道路を新設」という2案が示された。審議会では、現時点でとりわけ交通障害の大きい矢吹中町交差点等に配慮した4車線化を求める意見等も出されたという。
2019年（令和元年）12月4日に行われた第3回計画段階評価では、同年5月から7月に実施した2度目の沿線住民等へのアンケート結果を踏まえた議論が行われ、前回と同様に渋滞緩和や交通安全、救急搬送路の確保を重視する地元の意見が大多数である事が報告された。この結果を踏まえつつ、袖ヶ舘城を含む埋蔵文化財調査の必要性の有無や利便性の高い市街地の形成と矢吹町が進める矢吹駅周辺地区都市再生整備計画への寄与、加えて事業費の圧縮の観点からも優位性が見られた「全線に渡り現道を拡幅」を基本方針とする案が了承された。
またこの方針に関する意見照会を事前に受けた県では、前日の12月3日付で同意を表明している。
その後2021年（令和3年）2月に都市計画が決定され、同年3月9日に東北地方小委員会において新規採択時評価が行われ、費用便益比が1.7と便益が費用を上回っているとともに、計画段階評価手続きが完了し、事業採択の前提条件が確認できたとされた。また、矢吹鏡石道路の整備により、速達性および安全性が向上し、物流効率化が図られ医療関連産業の活性化を支援するなど、当該事業の整備の必要性・効果は高いと判断され、2021年度（令和3年度）に新規事業箇所に選定された。